# Standards in Norway
Standards in Norway est un album live de Keith Jarrett enregistré le 7 octobre 1989 au Konserthuset d’Oslo. Il est sorti le 1er avril 1995 sur le label ECM.

## Musiciens
- Keith Jarrett, piano
- Gary Peacock, contrebasse
- Jack DeJohnette, batterie

## Pistes
1. All of You (Cole Porter) - 8:16
2. Little Girl Blue (Lorenz Hart, Richard Rodgers) - 6:44
3. Just in Time (Betty Comden, Adolph Green, Jule Styne) - 11:04
4. Old Folks (Willard Robison) - 10:42
5. Love Is a Many-Splendored Thing (Sammy Fain, Paul Francis Webster) - 7:26
6. Dedicated to You (Sammy Cahn, Saul Chaplin, Hy Zaret) - 12:19
7. I Hear a Rhapsody (Jack Baker, George Fragos, Dick Gasparre) - 10:57
8. How About You? (Ralph Freed, Burton Lane) - 5:55

## Source
- (en) Cet article est partiellement ou en totalité issu de l’article de Wikipédia en anglais intitulé « Standards in Norway » (voir la liste des auteurs).

1. ↑  https://www.ecmrecords.com/catalogue/143038751494/standards-in-norway-keith-jarrett-gary-peacock-jack-dejohnette